# Comuna Zamîslovîci, Olevsk
Zamîslovîci (în ucraineană Замисловицька сільська рада) este o comună în raionul Olevsk, regiunea Jîtomîr, Ucraina, formată din satele Rudnea-Zamîslovîțka, Șebedîha, Ustînivka și Zamîslovîci (reședința).

## Demografie
Componența lingvistică a comunei Zamîslovîci
     Ucraineană (99,44%)
     Alte limbi (0,56%)
Conform recensământului din 2001, majoritatea populației comunei Zamîslovîci era vorbitoare de ucraineană (99,44%), existând în minoritate și vorbitori de alte limbi.